# Arturo Lafalla
Arturo Pedro Lafalla (San Rafael, 4 de junio de 1944) es un político argentino del Partido Justicialista que fue gobernador de la Provincia de Mendoza entre los años 1995 y 1999.

## Formación académica
Realizó sus estudios secundarios en el Colegio Maristas de San José. Se graduó de la Universidad Nacional de Cuyo como Abogado, y enseñó en aquella durante gran tiempo. Fue elegido como el compañero de fórmula del candidato a gobernador del Partido Justicialista, José Octavio Bordón, sirviendo como vicegobernador entre 1987 y 1991. Lafalla tuvo un rol protagónico en la reciente historia de Mendoza. Fue, nada menos, vicegobernador de Mendoza de 1987 a 1991; diputado nacional de 1993 a 1995 y gobernador de Mendoza, de 1995 a 1999.

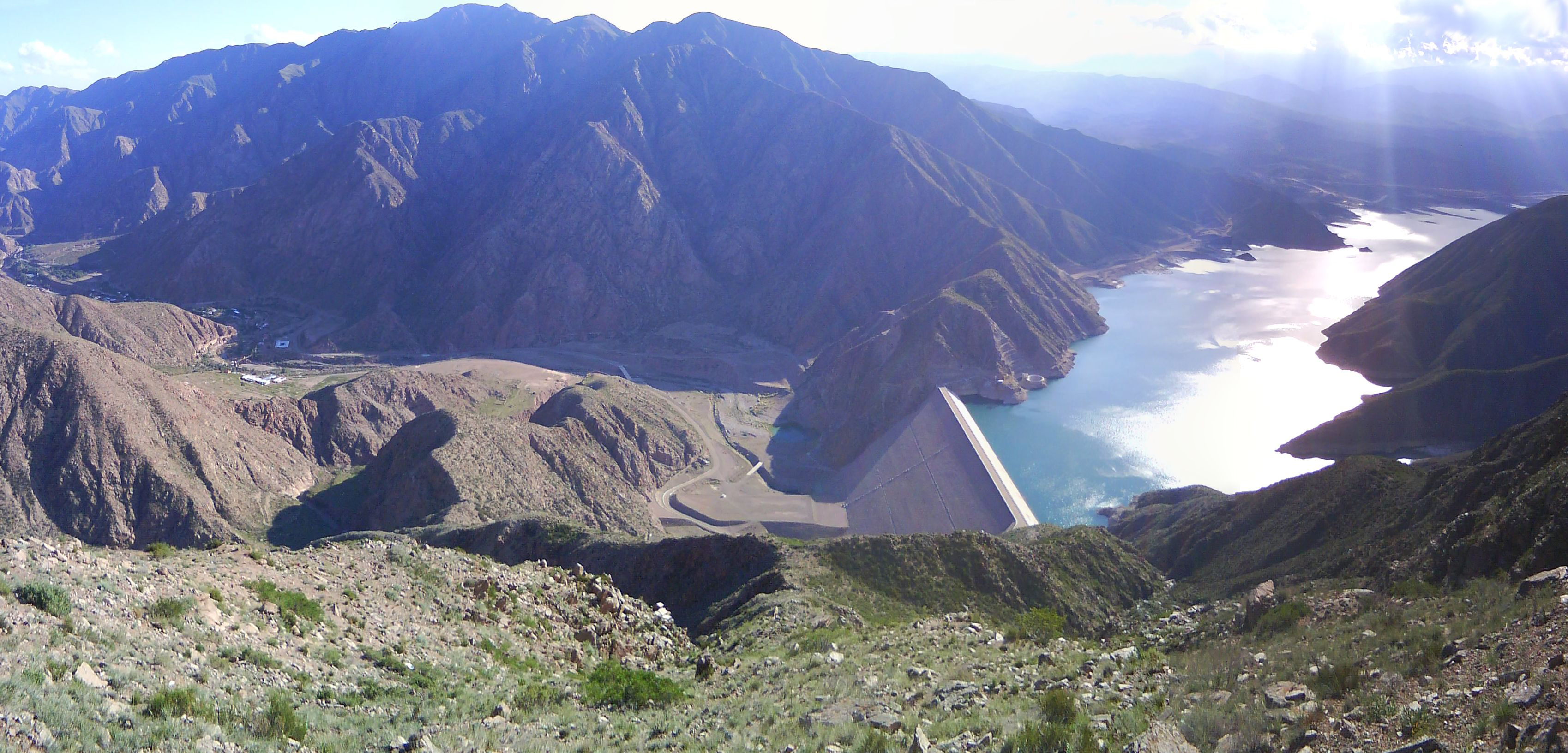
Vista del murallón de la presa Potrerillos construido durante su mandato.

## Carrera
Fue nombrado ministro de Medio Ambiente por el gobernador Rodolfo Gabrielli. Lafalla fue elegido gobernador de Mendoza en las elecciones de 1995. Su mandato estuvo marcado por la privatización de numerosas empresas estatales, incluyendo el Banco de Mendoza, los recursos financiarían la construcción de la presa de Los Potrerillos. Con recursos provinciales llevó adelante la construcción de la presa de Los Potrerillos. La presa comenzó a llenarse en 2001, y la usina hidroeléctrica fue inaugurada en 2003 por el entonces presidente Néstor Kirchner y tuvo una inversión de 312 millones de dólares.
Al finalizar su gestión, Lafalla fue elegido como Diputado nacional en 1999, y continuó como tal hasta 2003
El 28 de diciembre de 1998, anunció acompañado por los candidatos a gobernador del PJ, la Alianza y el PD un cambio en la policía, mediante la reestructuración del sistema policial contando con la anuencia de los partidos de la oposición. La principal transformación fue la creación del Ministerio de Justicia y Seguridad como una forma de involucrar al poder civil y político en el funcionamiento y accionar policial que hasta entonces funcionaba de manera cerrada y poco controlada.
Lafalla fue elegido como diputado nacional en 1999, y continuó como tal hasta 2003. Su delfín, Celso Jaque, fue elegido gobernador en 2007. En 2010, Lafalla publicó una reflexión sobre su gestión como gobernador, Utopía y Realidad.